# 돌바람
돌바람(石風, Dolbaram)은 대한민국의 1인 기업인 돌바람네트윅스가 개발한 바둑 인공지능(Ai, Artificial intelligence)이다.

## 대결
2018년 1월 15일부터 닷새간 인터넷 바둑 사이트 타이젬(www.tygem.com) 대국실에서 열린 한·일 인공지능 특별 대국에서 한국의 인공지능인 돌바람과 일본의 인공지능인 딥젠고 간의 바둑 대결이 있었다. 1국(局)과 2국(局)은 딥젠고가 이겼고, 3국(局)과 4국(局)은 돌바람이 이겼다. 마지막 5국(局)에서 돌바람이 이겨 최종 3:2로 승리하였다.

## 같이 보기
- 알파고
- 딥젠고